# 아몬 뒬 II

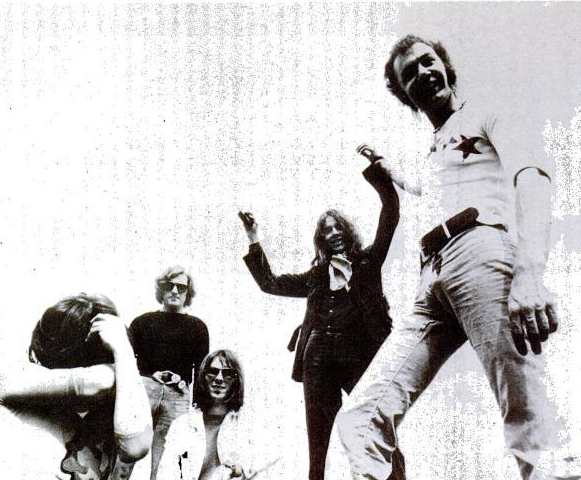

아몬 뒬 II(Amon Düül II, Amon Düül 2)는 독일의 록밴드이다. 크라우트록을 창시한 밴드 중 하나로 본다.

## 역사
서독의 코뮌 (공동체)적인 분위기가 짙던 1960년대 후반에 결성되었다. 해당 집단거주지에는 이후 적군파 (독일)를 만드는 사람들도 포함되어 있었다. 결성 멤버들은 크리스 카레르, 디터 세르파스, 팔크 로그너, 존 바인치엘, 레나테 놉-크뢰텐슈바르츠 등이었다.
밴드는 뮌헨의 예술 꼬뮨인 아몬 뒬에서 만났다. 주로 대학생들로 꼬뮨 유지비 확보를 위해 공연을 시작했다. 다들 음악 경험은 없는 상태였다. 그들이 녹음 기회를 가지게 되었을 때 그때 녹음할 것인가 말 것인가로 견해가 나뉘었고 좀 더 음악적으로 연주력이 좋은 사람들은 그 기회를 거부하여 아몬 뒬 II가 되었다. 그때 녹음했던 조악한 음반은 II의 성공 이후 아몬 뒬의 음반으로 발매되었다. 아몬 뒬 II가 성공하고 멤버가 계속 바뀐 다음에도 아몬 뒬 I의 멤버들은 밴드를 하며 공동생활을 계속했다.
첫 앨범 Phallus Dei는 1969년에 발매되었으며 그들의 초기 라이브 조각들을 모은 음반이었다. 바인치엘은 "당시 밴드는 매일 연주했고 대학이든 클럽이든 관객만 있다면 어디서든 연주했다"고 했다. 핑크 플로이드의 영향을 크게 받은 음반이다. 앨범을 낸 덕에 그들은 독일 각지에서 공연할 수 있었으며 탠저린 드림과 함께 공연하기도 했다. 독일에서 거주할 때는 베를린의 꼬뮨 1(Kommune 1)에서 공동생활을 하곤 했다. 당시의 공연 기록이 뤼디히어 뉘흐텐(Rüdiger Nüchtern) 감독의 다큐멘터리로 남아있다.
2집 Yeti에선 잘 다듬어진 작곡이 들어갔으며 긴 즉흥연주가 포함되었다. 멜로디 메이커를 비롯해 영국 매체들에게서 호평받았다. 3집 Tanz der Lemminge는 프로기한 4곡의 연작이었다. 멤버 안데르손은 영국의 호크윈드에 참여하기 위해 탈퇴하여 그 자리를 다른 멤버들로 보강했다. 그중 칼하인츠 하우스만의 경우는 엠브리오를 결성하는 로타르 마이트와 밴드활동을 했던 경력이 있었다.
공연을 하며 실력을 인정받은 그들은 Live in London를 내놓고 1975년엔 미국에서는 애틀랜틱 레코드, 독일에선 UA가 배급하기로 계약한다. 그들의 음악은 영화음악에도 종종 사용되었으며 독일영화상에서 상을 받기도 했다. 그들은 1981년에 해체했다.
80년대에 존 바인치엘(John Weinzierl)은 영국 내 아몬 뒬의 인기를 활용해 아몬 뒬 UK를 결성하고 5장의 앨범을 내었다.
리더 크리스 카레르는 호크윈드의 보컬 로버트 캘버트와 교류가 있었기 때문에 1988년 캘버트가 사망했을 때 추모공연을 했다. 그 과정에서 아몬 뒬 II가 재결성되어 이후 간간이 활동을 하였다. 그들은 초기작을 재발매하였고 새 앨범을 발매했다. 일본 공연을 비롯에 세계 여러 곳에서 공연을 진행했다.
드러머 페터 레오폴트는 2006년 11월에 사망하여 추모공연이 있었다. 포폴 부 출신의 다니엘 피셸체어가 그 자리를 이어받았다.베이스인 로타 마이드는 2015년 11월에 사망했다.
그들의 영향력은 세계적이었으며 특히 스토너 계열의 밴드들에 영향을 주었다. Queens of the Stone Age, Galloping Coroners 같은 밴드들이 언급된다.

## 음반

### Amon Düül
모든 앨범이 1969년 세션이며 Collapsing Singvögel을 제외하곤 다 같은 시기 세션의 음원들을 뽑아 앨범으로 만든 것이다.
- 1969	Psychedelic Underground
  - Amon Düül, Minnelied 등의 이름으로도 재발매
- 1969	Collapsing Singvögel Rückwärts & Co.
- 1971	Paradieswärts Düül
- 1972	Disaster (Lüüd Noma)
- 1984	Experimente

### Amon Düül II
- 1969	Phallus Dei
- 1970	Yeti
- 1971	Tanz Der Lemminge
- 1972	Wolf City
- 1972	Carnival In Babylon
  - 1973	Live In London
  - (1973)	BBC Radio 1 Live In Concert Plus(1992년 발매)
- 1973	Vive La Trance
- 1974	Hijack
- 1975	Made In Germany
- 1976	Pyragony X
- 1977	Almost Alive...
- 1978	Only Human
- 1981	Vortex
- 1982	Utopia
- 1995	Nada Moonshine #
  - 1996	Live In Tokio
- 1996	Kobe (Reconstructions) (CD, Album)
- 1996	Eternal Flashback (CD, Album)
- 2010	Bee As Such

### Amon Düül II UK
- Hawk Meets Penguin (as Amon Duul II, 1982)[1]
- Meetings With Menmachines - Inglorious Heroes of the Past... (as Amon Düül II, 1983)[2]
- Die Lösung (with Robert Calvert, as Amon Düül) (1989)
- Fool Moon (as Amon Düül, 1989)